# Список ігор серії Final Fantasy
Final Fantasy (яп. ファイナルファンタジー, Файнару Фантадзі:, Остання фантазія) — серія відеоігор, а також торгова марка, що базується на цій серії та належить японській компанії Square Enix (раніше Square). Перша гра, що в подальшому дала назву всій серії, вийшла в Японії в 1987 році. На даний момент основна серія нараховує п'ятнадцять ігор, що повністю незалежні одна від одної та дія котрих відбувається у різних вигаданих всесвітах. Окрім основної лінійки існують також кілька підлінійок, куди входять сиквели, приквели, спін-офи та інші пов'язані твори.
Здебільшого серія містить японські рольові відеоігри, але до неї також входять багатокористувацькі онлайнові рольові ігри, тактичні рольові ігри, рольові ігри з елементами action та action-adventure, файтинги, музичні ігри, ігри в жанрі Tower Defense та в інших жанрах. Відеоігри Final Fantasy видавалися для багатьох гральних консолей (починаючи з Nintendo Entertainment System), для персональних комп'ютерів і для мобільних телефонів. Більшість ігор перевидано для ряду платформ. Багато ігор увійшло до колекційних лінійок і компіляцій. Розробкою ігор основної серії займається сама Square Enix, тоді як їх ремейки та проекти з пов'язаних серій часто доручаються стороннім компаніям.
Серія ігор Final Fantasy є найбільш успішною франшизою Square Enix. За даними самої Square Enix, станом на кінець 2014 року серія налічувала 48 продуктів, що розійшлися по всьому світу загальним накладом понад 110 млн примірників. Це дозволило Final Fantasy посісти місце серед найбільш популярних у продажу відеоігрових серій.

## Основна серія
Станом на серпень 2016 року основна серія Final Fantasy складається з 15 ігор, що вийшли на багатьох ігрових платформах по всьому світу з 1987 по 2016 рік. За винятком двох MMO, усі останні частини є класичними представниками jRPG.
Дані про кількість проданих копій є приблизними і наводяться також на серпень 2016 року.

## Сиквели та приквели основної серії, додаткова серія
Final Fantasy X-2 перший прямий сиквел в серії. Після його виходу ідея створення сиквелів та приквелів до ігор серії стала дуже популярна.

### Компіляція Final Fantasy VII
Серія відеоігор та анімаційних фільмів, що базуються на грі Final Fantasy VII. Усі продукти серії так чи інакше пов'язані з сюжетом і персонажами Final Fantasy VII, однак сама оригінальна гра до складу компіляції не входить.

### Fabula Nova Crystallis Final Fantasy
Серія японських рольових ігор, станом на серпень 2016 року містить шість частин, дві з яких досі знаходяться в розробці. Крім чотирьох перерахованих нижче сюди входять також дві гри основної серії: Final Fantasy XIII та Final Fantasy XV. Події ігор відбуваються у різних всесвітах і переказують історії різних персонажів, проте всі частини єднає споріднена міфологія та обов'язкова присутність у сюжеті кристалів.

### Final Fantasy Tactics
Серія тактичних рольових ігор.

## Збірки
Спеціальні видання, що містять кілька ігор та продаються як один продукт.

## Колекції
Колекції зазвичай містять кілька ігор, що входять до спеціальної продуктової лінійки. На відміну від збірок, кожна гра з колекції продається окремо.